# フィカッラ
フィカッラ（イタリア語: Ficarra）は、イタリア共和国シチリア州メッシーナ県にある、人口約1,400人の基礎自治体（コムーネ）。

## 地理

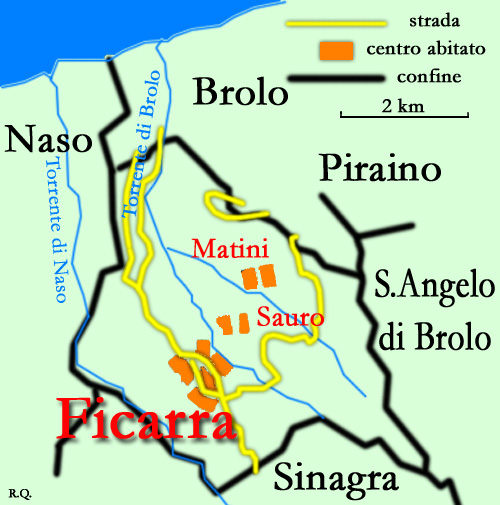
フィカッラ周辺地図

### 位置・広がり
メッシーナ県のコムーネ。県都メッシーナから西へ64kmの距離にある。

#### 隣接コムーネ

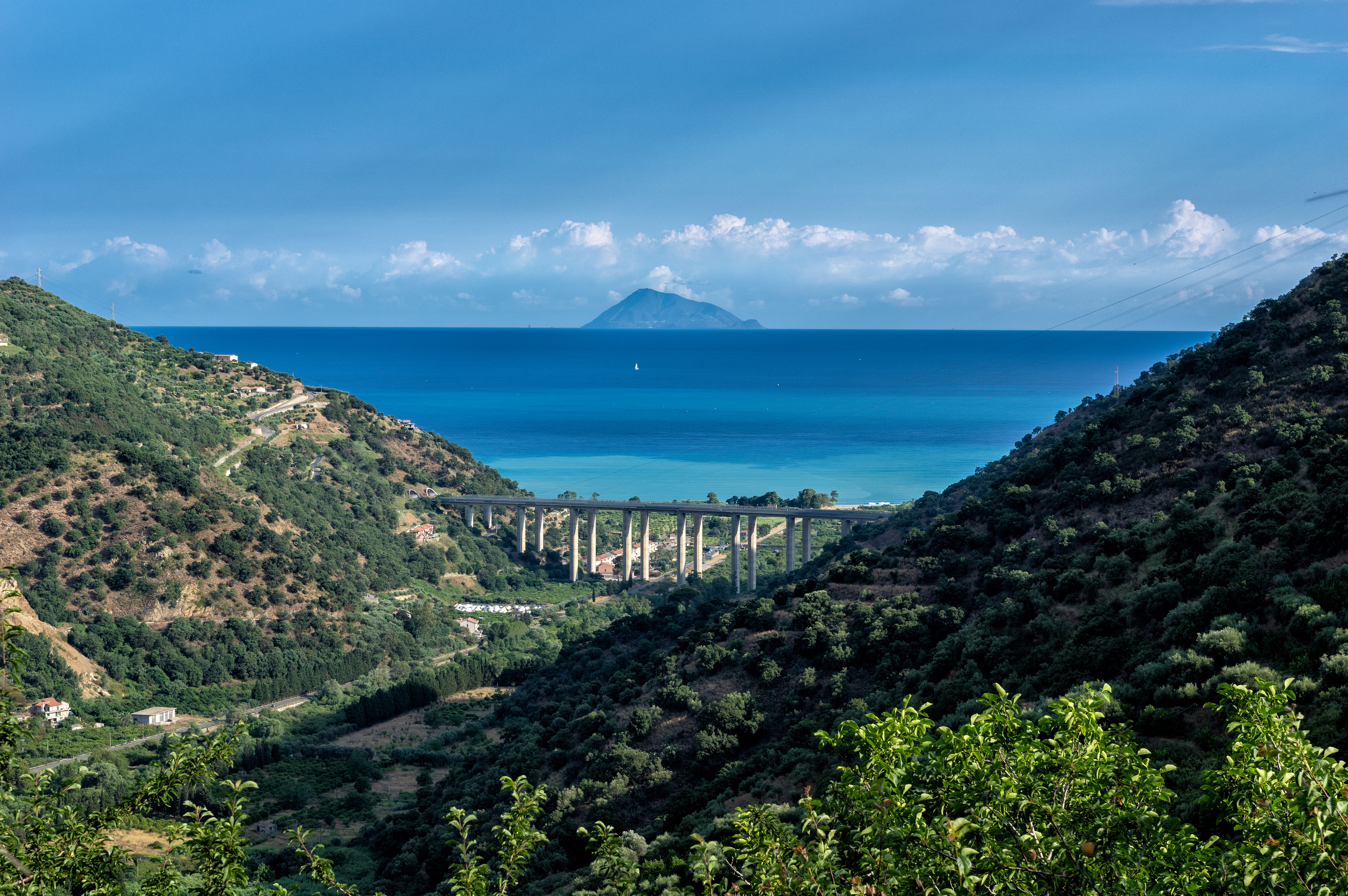
村域内の San Noto 付近から海を望む

隣接するコムーネは以下の通り。
| - ブローロ - ナーゾ - サンタンジェロ・ディ・ブローロ - シナグラ |

## 行政

### 分離集落
フィカッラには、以下の分離集落（フラツィオーネ）がある。
- Crocevia, Matini, Rinella, Sauro, San Giacomo, San Mauro

## 姉妹都市
- ヴィジェーヴァノ、イタリア